# Farní sbor Českobratrské církve evangelické v Pardubicích
Farní sbor Českobratrské církve evangelické v Pardubicích je sborem Českobratrské církve evangelické v Pardubicích. Sbor spadá pod Chrudimský seniorát.
Evangelický kostel v Pardubicích byl vystavěn v letech 1896–1897. Od roku 1903 při něm existoval filiální sbor reformované církve. O vystavění kostela a založení sboru se zaloužil zejména pardubický knihtiskař a starosta František Hoblík. Samostatný českobratrský sbor v Pardubicích byl ustaven v roce 1920 a prvním farářem byl zvolen Pavel Havelka.

## Faráři sboru
- Pavel Havelka (1921–1945)
- Eugen Zelený (1940)
- Josef Smolík (1945–1947)
- Bedřich Blahoslav Bašus (1947–1949)
- Josef Smolík (1949–1962)
- Miroslav Brož (1952)
- Jiří Doležal (1952–1962)
- Jan Šimsa (1954–1955)
- Jiří Doležal (1962–1983)
- Mirjam Doležalová (1969–1972)
- Jaroslav Nečas (1984–1998)
- Jean Nicolas Fell (2000–2002)
- Daniel Ženatý (2005–2015)
- František Plecháček (2012–2016)
- Hana Ducho (od r. 2018)